# None
None là một đô thị ở tỉnh Torino trong vùng Piedmont, có vị trí cách khoảng 20 km về phía tây nam của Torino. Tại thời điểm ngày 31 tháng 12 năm 2004, đô thị này có dân số 7.866 người và diện tích là 24,7 km².
None giáp các đô thị: Orbassano, Volvera, Candiolo, Piobesi Torinese, Airasca, Castagnole Piemonte, và Scalenghe.